# Trachys muricata
Trachys muricata är en gräsart som först beskrevs av Carl von Linné, och fick sitt nu gällande namn av Christiaan Hendrik Persoon och Carl Bernhard von Trinius. Trachys muricata ingår i släktet Trachys och familjen gräs. Inga underarter finns listade i Catalogue of Life.